# 泮庫溴銨
泮庫溴銨（INN：pancuronium）旧称溴化双哌雄双酯，商标名巴夫龍（Pavulon），是一种人工合成的双季铵氨基甾体类、长效、非去极化类肌肉松弛药，其强度为氯筒箭毒碱的5倍。它能用于安乐死，在美国一些州，它被用作注射死刑中的肌肉鬆弛劑。